# Ron Spanuth
Ron Spanuth (ur. 25 marca 1980 r. w Ruhla) – niemiecki biegacz narciarski, brązowy medalista mistrzostw świata i mistrz świata juniorów.

## Kariera
Pierwszy raz na arenie międzynarodowej Ron Spanuth pojawił się w 1997 roku podczas mistrzostw świata juniorów w Canmore, gdzie był jedenasty w biegu na 10 km techniką klasyczną. Na rozgrywanych rok później mistrzostwach świata juniorów w Sankt Moritz był czwarty w biegu na 10 km stylem dowolnym, a na dystansie 30 km klasykiem był piętnasty. Jeszcze dwukrotnie startował na imprezach tego cyklu, zdobywając dwa złote medale. Najpierw zwyciężył w sztafecie na mistrzostwach świata juniorów w Saalfelden w 1999 roku, a podczas mistrzostw świata juniorów w Štrbskim Plesie rok później zdobył złoty medal w biegu na 10 km techniką dowolną. Na tej ostatniej imprezie był też piąty w biegu na 30 km stylem klasycznym.
W Pucharze Świata zadebiutował 27 grudnia 1999 roku Engelbergu, zajmując 78. miejsce w sprincie stylem klasycznym. Pierwsze pucharowe punkty zdobył 10 stycznia 2001 roku w Soldier Hollow, plasując się na czwartym miejscu w biegu na 30 stylem dowolnym. Walkę o podium przegrał ze swym rodakiem René Sommerfeldtem. W sezonie 2000/2001 punktował jeszcze dwukrotnie (plasując się w trzeciej dziesiątce) i w klasyfikacji generalnej zajął ostatecznie 61. miejsce. Był to jedyny sezon PŚ, w którym Niemiec zdobywał punkty.
W lutym 2001 roku brał udział w mistrzostwach świata w Lahti. Osiągnął tam największy sukces w swojej karierze, wspólnie z Jensem Filbrichem, Andreasem Schlütterem i René Sommerfeldtem zdobywając brązowy medal w sztafecie. Na tych samych mistrzostwach zajął także 25. miejsce w biegu łączonym na 20 km oraz 18. miejsce na dystansie 50 km techniką dowolną. Nigdy nie startował na igrzyskach olimpijskich. W 2002 roku zakończył karierę.

## Osiągnięcia

### Mistrzostwa świata
| Miejsce | Dzień     | Rok  | Miejscowość | Konkurencja           | Czas biegu | Strata  | Zwycięzca      |
| ------- | --------- | ---- | ----------- | --------------------- | ---------- | ------- | -------------- |
| 25.     | 17 lutego | 2001 | Lahti       | 2x10 km bieg łączony  | 47:15,5    | +1:40,6 | Per Elofsson   |
| 3.      | 22 lutego | 2001 | Lahti       | Sztafeta 4x10 km      | 1:36:42,5  | +48,0   | Norwegia       |
| 18.     | 25 lutego | 2001 | Lahti       | 50 km stylem dowolnym | 2:05:27,2  | +7:49,7 | Johann Mühlegg |

### Mistrzostwa świata juniorów
| Miejsce | Dzień       | Rok  | Miejscowość   | Konkurencja             | Wynik     | Strata  | Zwycięzca        |
| ------- | ----------- | ---- | ------------- | ----------------------- | --------- | ------- | ---------------- |
| 11.     | 12 lutego   | 1997 | Canmore       | 10 km stylem klasycznym | 26:26,9   | +1:18,8 | Bruno Carrara    |
| 5.      | 14 lutego   | 1997 | Canmore       | Sztafeta 4x10km         | 1:45:25,6 | +3:31,3 | Włochy           |
| 4.      | 21 stycznia | 1998 | Pontresina    | 10 km stylem dowolnym   | 25:27,0   | +18,1   | Andreas Koiser   |
| 6.      | 23 stycznia | 1998 | Pontresina    | Sztafeta 4x10km         | 1:49:26,3 | +1:46,1 | Czechy           |
| 15.     | 25 stycznia | 1998 | Pontresina    | 30 km stylem klasycznym | 1:27:16,9 | +3:18,6 | Aleksiej Łuszkin |
| 19.     | 3 lutego    | 1999 | Saalfelden    | 10 km stylem klasycznym | 25:32,7   | +1:34,3 | Axel Teichmann   |
| 1.      | 5 lutego    | 1999 | Saalfelden    | Sztafeta 4x10km         | 1:45:25,6 | -       | -                |
| 21.     | 7 lutego    | 1999 | Saalfelden    | 30 km stylem dowolnym   | 1:18:29,1 | +2:56,4 | Jussi Ylimäki    |
| 1.      | 25 stycznia | 2000 | Štrbské Pleso | 10 km stylem dowolnym   | 25:37,8   | -       | -                |
| 4.      | 27 stycznia | 2000 | Štrbské Pleso | Sztafeta 4x10km         | 1:46:58,7 | +3:30,8 | Rosja            |
| 5.      | 30 stycznia | 2000 | Štrbské Pleso | 30 km stylem klasycznym | 1:36:37,5 | +2:17,6 | René Reisshauer  |

### Puchar Świata

#### Miejsca w klasyfikacji generalnej
- sezon 1998/1999: -
- sezon 1999/2000: -
- sezon 2000/2001: 61.

#### Miejsca w poszczególnych zawodach
| Sezon 1999/2000             |                             |                               |                         |                        |                                     |                        |                        |                                |                                |                             |                          |                         |                        |                          |                   |                      |                          |                       |                        |                        |        |        |        |        |        |        |        |        |        |        |        |        |        |        |        |        |        |        |        |        |        |        |        |        |        |        |
| Kiruna 27.11 (10 km C)      | Sappada 10.12 (15 km F)     | Sappada 11.12 (2x5 km)        | Davos 18.12 (30 km C)   | Engelberg 27.12 (SP C) | Garmisch-Partenkirchen 28.12 (SP C) | Kitzbühel 29.12 (SP F) | Moskwa 9.01 (30 km F)  | Nové Město 13.01 (15 km C)     | Trondheim 2.02 (10 km F)       | Lillehammer 5.02 (2x10 km)  | Ulrichen 16.02 (10 km F) | Lamoura 20.02 (72 km F) | Falun 26.02 (15 km F)  | Sztokholm 28.02 (SP C)   | Lahti 3.03 (SP F) | Lahti 5.03 (30 km C) | Oslo 9.03 (SP C)         | Oslo 13.03 (50 km C)  | Bormio 16.03 (10 km C) | Bormio 23.03 (15 km F) | punkty | punkty | punkty | punkty | punkty | punkty | punkty | punkty | punkty | punkty | punkty | punkty | punkty | punkty | punkty | punkty | punkty | punkty | punkty | punkty | punkty | punkty | punkty | punkty | punkty | punkty |
| -                           | -                           | -                             | -                       | 78                     | 67                                  | -                      | -                      | -                              | -                              | -                           | 33                       | -                       | 39                     | -                        | 79                | -                    | -                        | -                     | -                      | -                      | 0      | 0      | 0      | 0      | 0      | 0      | 0      | 0      | 0      | 0      | 0      | 0      | 0      | 0      | 0      | 0      | 0      | 0      | 0      | 0      | 0      | 0      | 0      | 0      | 0      | 0      |
| Sezon 2000/2001             |                             |                               |                         |                        |                                     |                        |                        |                                |                                |                             |                          |                         |                        |                          |                   |                      |                          |                       |                        |                        |        |        |        |        |        |        |        |        |        |        |        |        |        |        |        |        |        |        |        |        |        |        |        |        |        |        |
| Beitostølen 25.11 (15 km C) | Beitostølen 29.11 (10 km F) | Santa Caterina 8.12 (15 km F) | Brusson 16.12 (2x10 km) | Brusson 17.12 (SP F)   | Davos 20.12 (30 km C)               | Engelberg 28.12 (SP C) | Engelberg 29.12 (SP F) | Soldier Hollow 10.01 (30 km F) | Soldier Hollow 13.01 (15 km C) | Soldier Hollow 14.01 (SP F) | Asiago 1.02 (SP F)       | Nové Město 4.02 (SP F)  | Otepää 10.02 (10 km C) | Kawgołowo 4.03 (15 km F) | Oslo 7.03 (SP C)  | Oslo 10.03 (50 km C) | Borlänge 14.03 (10 km F) | Falun 17.03 (15 km C) | Kuopio 25.03 (60 km F) | punkty                 | punkty | punkty | punkty | punkty | punkty | punkty | punkty | punkty | punkty | punkty | punkty | punkty | punkty | punkty | punkty | punkty | punkty | punkty | punkty | punkty | punkty | punkty | punkty | punkty | punkty |        |
| -                           | -                           | -                             | -                       | -                      | -                                   | -                      | -                      | 4                              | -                              | -                           | -                        | -                       | 48                     | -                        | -                 | -                    | 51                       | 29                    | 23                     | 60                     | 60     | 60     | 60     | 60     | 60     | 60     | 60     | 60     | 60     | 60     | 60     | 60     | 60     | 60     | 60     | 60     | 60     | 60     | 60     | 60     | 60     | 60     | 60     | 60     | 60     |        |

#### Miejsca na podium
Spanuth nigdy nie stawał na podium zawodów Pucharu Świata.